# Гіпербарфільтр

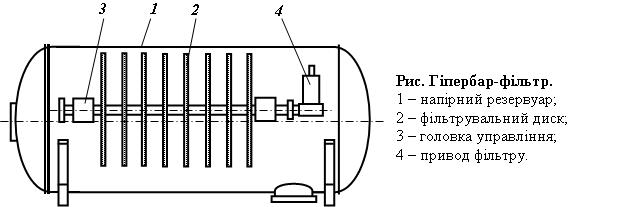

Гіпербарфільтр. «Збагачувальна фабрика «Свято-Варваринська»

Гіпербарфільтр. «Збагачувальна фабрика «Свято-Варваринська». Ракурс.

Гіпербарфільтр — комбінований фільтр, який поєднує дію вакууму і надлишкового тиску.

## Конструкція
Конструктивно розповсюджений варіант, який включає дисковий вакуум-фільтр розташований у напірному резервуарі.

## Застосування і характеристики

Застосовується при фільтруванні тонкодисперсних матеріалів в схемах збагачення вугілля, бокситів, мідних і свинцевих руд, у харчовій промисловості. Продуктивність по мінеральному концентрату 140—240 т/год. Якщо при вакуумній фільтрації досягається вологість кеку (осаду) 11-13 %, то на цьому ж матеріалі гіпербарфільтри показують результат по вологості 8,5-9 %. Вміст твердого у фільтраті — 3 г/л.
Фірма-виробник — ANDRITZ (Австрія).
Стандартні робочі характеристики гіпербаричних фільтрів (HBF).